# Chama (Sambia)
Chama ist eine kleine Stadt in der Ostprovinz Sambias und  Verwaltungssitz des Distrikts Chama. 2022 lebten 12.923 Menschen in Chama.

## Geografie
Chama liegt etwa 770 Meter über dem Meeresspiegel. Der Ort liegt 150 Kilometer nördlich von Lundazi und südlich von Isoka an der asphaltierten Straße zwischen den beiden Städten, 25 Kilometer westlich der Grenze zu Malawi.
Es ist einer der abgelegensten Ort des Landes und liegt am östlichen Rand des oberen Luangwa-Rift-Tals am Fuße des Hochlandes, das Sambia und Malawi trennt. Die Stadt ist über eine Schotterpisten von Lundazi und der 300 km südlich gelegenen Provinzhauptstadt Chipata aus erreichbar. Darüber hinaus verbindet Chama ein Piste mit dem 200 km südwestlich gelegenen Süd-Luangwa-Nationalpark, der entlang des Luangwa-Flusses verläuft. Eine weitere Piste folgt der Malawi-Grenze nach Norden in den Isoka-Distrikt westlich des Nyika-Plateaus. Die Road Development Agency baut außerdem eine Straße von Chama westwärts über den Luangwa-Fluss nach Matumbo, die mit der T2 Road, Sambias Great North Road, verbunden sein wird. Dies wird nach der Lundazi-Chipata-Route die zweite Hauptroute aus Chama sein und den Bewohnern von Chama Zugang nach Chinsali, der Hauptstadt der Provinz Muchinga, ermöglichen.

## Abgrenzung
Weitere Orte mit dem Namen Chama gibt es am südlichen Westufer des Bangweulusees, etwas nördlich von Samfya, sowie auf halbem Wege zwischen Bangweulusee und Mweru-Wantipa-See.